# Ziziphus strychnifolia
Ziziphus strychnifolia är en brakvedsväxtart som beskrevs av José Jéronimo Triana och Planch.. Ziziphus strychnifolia ingår i släktet Ziziphus och familjen brakvedsväxter. Inga underarter finns listade i Catalogue of Life.